# Préfinancement pétrolier
 (juin 2013).
Si vous disposez d'ouvrages ou d'articles de référence ou si vous connaissez des sites web de qualité traitant du thème abordé ici, merci de compléter l'article en donnant les références utiles à sa vérifiabilité et en les liant à la section « Notes et références ».
Les préfinancements pétroliers sont des emprunts d'État gagés sur le pétrole. Il s'agit d'une pratique de pays riches en ressources naturelles, encouragés par des pays pauvres en ressources naturelles.
Leur mise en place repose sur des intermédiaires comme des banques et des sociétés de courtage pétrolier. Par exemple, en France, la banque Paribas (fusionné dans le groupe BNP Paribas) a développé une importante activité de ce type au profit des pays du golfe de Guinée, comme la République du Congo, ou encore l'Angola. 

## Critiques
Ces emprunts instaureraient un environnement propice aux détournements de fonds publics et plus généralement à la mauvaise gestion de ces derniers dans la mesure où ils sont coûteux et ne contraignent pas les gouvernements à indiquer de quelle manière ils ont été contractés, ni à opérer un suivi de l'utilisation de cet argent. 
Le FMI et la Banque mondiale se sont prononcés contre l'usage de ce mécanisme, tout comme plusieurs ONG, à l'instar de Global Witness ou du consortium Publiez ce que vous payez (Publish what you pay), créé en 2002.

## L'exemple de la République du Congo (Congo-Brazzaville)
La République du Congo a contracté sur la période 1999-2003 des prêts d'une valeur de 650 millions de dollars remboursés avec 1,4 milliard de dollars de pétrole. Le gouvernement congolais s'était engagé en 2001, 2002 puis 2003, en tant que bénéficiaire d'un programme du FMI, de ne plus avoir recours cette pratique mais n'a pas respecté son engagement (voir Affaire Gokana), notamment avec l'aide de la société pétrolière Total (affaire Likouala de 2003, mise à jour en 2018)

## Sources
- Le site de l'ONG Global Witness
- Le site de Africa Intelligence